# Charles-Joseph Coursol

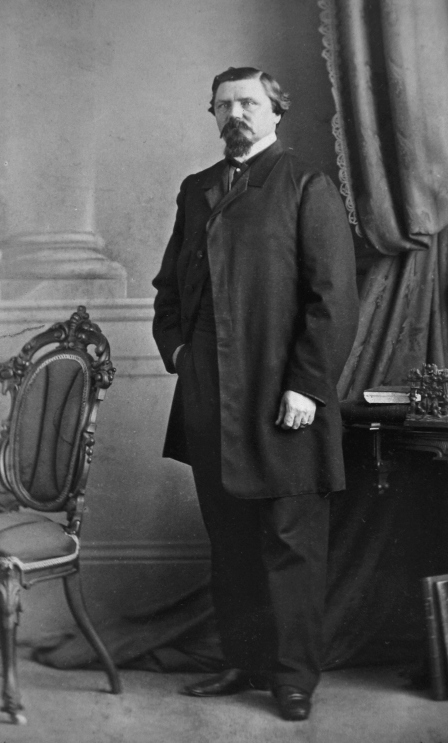
Charles-Joseph Coursol (1863)

Charles-Joseph Coursol, QC (* 3. Oktober 1819 im Fort Malden, Oberkanada; † 4. August 1888 in Montmagny, Québec) war ein kanadischer Politiker. Von 1871 bis 1873 amtierte er als Bürgermeister der Stadt Montreal, von 1878 bis zu seinem Tod war er Abgeordneter des Unterhauses.

## Biografie
Coursol wurde im Fort Malden geboren, das heute Teil der Stadt Amherstburg ist. Er war das einzige Kind von Michel Coursol, einem Offizier der Hudson’s Bay Company, und von Marie-Mélanie Quesnel, der Tochter von Joseph Quesnel. Sein Vater starb noch vor dem ersten Geburtstag und Charles-Joseph wurde daraufhin von seinem Onkel Frédéric-Auguste Quesnel adoptiert. Coursol erhielt seine höhere Schulbildung am Petit Séminaire de Montréal und wurde in der Kanzlei von Côme-Séraphin Cherrier, der seit 1833 sein Stiefvater war, zum Rechtsanwalt ausgebildet. Die Zulassung erhielt er im Februar 1841. Coursol war zwar nicht an den Rebellionen von 1837 beteiligt, trat aber ab den 1840er Jahren als radikal-liberaler Aktivist in Erscheinung. 1848 wurde er zum Coroner des Bezirks Montreal ernannt, 1856 zum Magistrat der städtischen Polizei. Von 1853 bis 1855 war er Mitglied des Stadtrates.
Am 19. Oktober 1864 ereignete sich der St.-Albans-Vorfall, als Angehörige der konföderierten Armee von kanadischem Boden aus die Grenzstadt St. Albans in Vermont überfielen. Die Angreifer wurden über die Grenze zurückgedrängt und in Saint-Jean-sur-Richelieu verhaftet. In seiner Eigenschaft als Magistrat ließ Coursol die Gefangenen nach dem Gerichtsprozess frei, ohne Rücksprache mit Justizminister George-Étienne Cartier oder mit einem höheren Gericht zu halten. Er war der irrigen Annahme gewesen, das 1861 beschlossene Rückführungsabkommen mit den USA sei vom britischen Parlament wegen des Sezessionskriegs noch gar nicht ratifiziert worden. Der Vorfall belastete die britisch-amerikanischen Beziehungen schwer; Coursol wurde am 26. Januar 1865 vom Amt suspendiert, am 9. April 1866 jedoch wieder eingesetzt.
1866 befehligte Coursol eine Milizeinheit (die er fünf Jahre zuvor als Reaktion auf die Trent-Affäre ins Leben gerufen hatte), um die Grenze vor Überfällen der Fenian Brotherhood zu schützen. 1869 folgte die Ernennung zum obersten Polizeikommissar des kanadischen Dominions. Coursol war durch seine Beteiligung an zahlreichen kulturellen und sozialen Institutionen derart bekannt geworden, dass er 1871 oppositionslos zum Bürgermeister von Montreal gewählt wurde. Seine zweijährige Amtszeit war geprägt von der Einrichtung öffentlicher Parkanlagen und Verbesserungen im Gesundheitswesen. Von 1872 bis 1876 präsidierte Coursol die patriotische Organisation Société Saint-Jean-Baptiste de Montréal. 1872 erhielt er den spanischen Orden Karls III., 1873 wurde er zum Kronanwalt ernannt. Bei der Unterhauswahl 1878 siegte er im Wahlkreis Montreal-Ost als Kandidat der Konservativen Partei. 1886 verurteilte er die Hinrichtung des Rebellenführers Louis Riel scharf, trat aus der Fraktion aus und blieb bis zu seinem Tod als unabhängiger Konservativer im Amt.